# Telemea

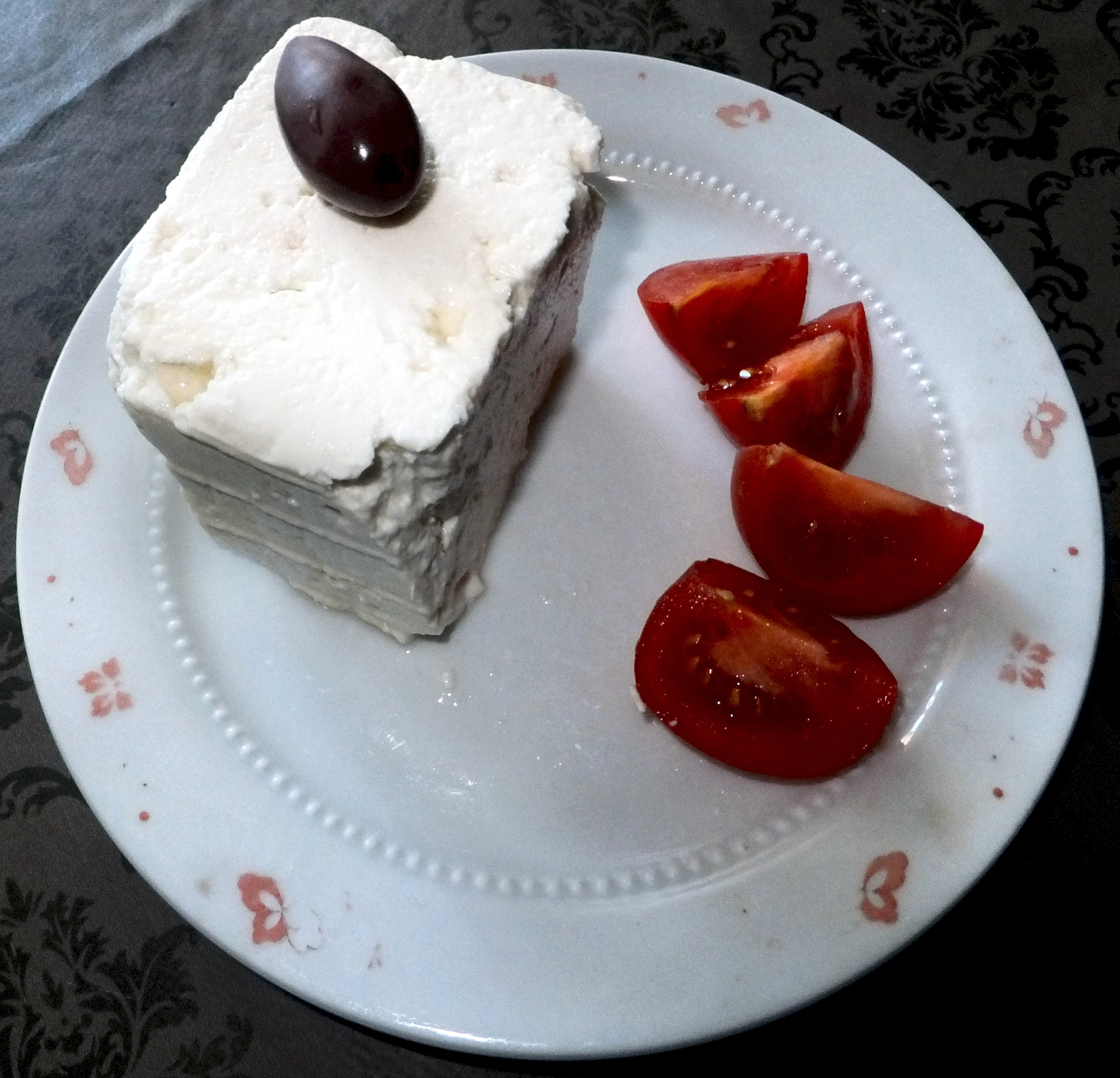
Telemea vom Schaf

Telemea ist eine rumänische Käsesorte aus Schaf-, seltener aus Kuh- oder Büffelmilch, der in Salzlake gereift ist. Er ist vergleichbar mit dem griechischen Feta, ist aber etwas weicher in der Konsistenz. Der Salzgehalt kann je nach Herstellung stark schwanken. Der Käse wird nicht nur zu Brot gegessen, sondern dient auch zur Anreicherung zahlreicher Salate und Beilagen. Der Fettgehalt bezogen auf die Trockenmasse (Fett i. Tr. / F.i.T) liegt in der Regel bei 45 bis 48, bei Verwendung von Büffelmilch höher, bis 55 Prozent.
Seit 2005 ist Telemea ein geschütztes Produkt rumänischer Herkunft, wobei folgende Typen des Käses offiziell anerkannt wurden:
- Telemea de Argeș
- Telemea de Brașov
- Telemea de Carei
- Telemea de Harghita
- Telemea de Huedin
- Telemea de Oaș
- Telemea de Sibiu
- Telemea de Vâlcea

Im Jahr 2013 wurde für “Telemea de Ibăneşti” die Anerkennung als geschützte Ursprungsbezeichnung beantragt. Die Anerkennung erfolgte im März 2016.